# Rutger Arisz
Rutger Willem Hendrik Arisz (Groninga, 11 de febrero de 1970) es un deportista neerlandés que compitió en remo.
Ganó dos medallas en el Campeonato Mundial de Remo, en los años 1989 y 1991. Participó en los Juegos Olímpicos de Barcelona 1992, ocupando el quinto lugar en la prueba de cuatro scull.

## Palmarés internacional
| Campeonato Mundial | Campeonato Mundial | Campeonato Mundial | Campeonato Mundial |
| Año                | Lugar              | Medalla            | Prueba             |
| ------------------ | ------------------ | ------------------ | ------------------ |
| 1989               | Bled (Yugoslavia)  | Medalla de oro     | Cuatro scull       |
| 1991               | Viena (Austria)    | Medalla de bronce  | Cuatro scull       |